# Archipel de Santorin
Pour les articles homonymes, voir Santorin (homonymie).
Cet article traite de l'archipel. Pour l'île principale voir Santorin, pour l'île antique voir Santorin (ancienne île), pour la caldeira voir Caldeira de Santorin.
L’archipel de Santorin est un ensemble d'îles volcaniques situé en mer Égée, dans les Cyclades, à 186 kilomètres au sud-est de la Grèce continentale. Il est constitué de cinq îles dont la plus grande est Santorin, aussi appelée Théra ou Thíra. Ainsi, le nom de Santorin, Théra ou Thíra peut désigner, selon le contexte, soit l'île principale, soit l'ensemble de l'archipel constitué de cette dernière et de ses dépendances.
D'une superficie de 76 km2 et peuplé de 10 700 habitants en 2001, l'archipel de Santorin constitue le membre le plus méridional et le volcan le plus actif de l'arc égéen. Les deux îles principales, Santorin, et Thirassía, sont séparées par une baie constituée d'une caldeira submergée. Il est maintenant prouvé qu'une caldeira très semblable existait déjà avant l'éruption minoenne car cette caldeira a été recouverte de débris volcaniques comme d'autres îles aux alentours. L'île de Néa Kaméni située au centre de l'archipel constitue la partie active de ce volcan.
En 1970 ont été mis au jour sur l'île de Santorin les fresques d'Akrotiri, témoins de la civilisation minoenne remontant au IIe millénaire av. J.-C. D'importantes collections de céramiques ont été aussi dégagées du champ de fouilles. Ces œuvres d'art ont été épargnées par l'éruption minoenne et ensevelies sous les cendres volcaniques et la ponce.

## Toponymie
Le nom antique de l'île est Théra. Selon les auteurs anciens, son premier nom aurait été Kallisté, en français « la plus belle ». Elle aurait été rebaptisée à l'époque archaïque à la suite de la fondation d'une colonie dorienne par Théras, fils d'Autésion, héros thébain et descendant de Cadmos.
Selon une tradition locale d'ancienneté inconnue, elle aurait d'abord été appelée Strongylé (en grec ancien Στρογγύλη / Strongýlê, « la ronde »), en raison de sa forme supposée avant sa destruction par une éruption.
Le nom de Santorin est donné à l'île par les Vénitiens au XIIIe siècle en référence à sainte Irène, la Aghia Irini que les marins étrangers appellent Santa Irini. Ce nom est conservé et évolue en Santo Rini puis Santorini.
Après le rattachement de l'archipel à la Grèce en 1840, celui-ci reprend officiellement le nom antique de Théra mais le nom de Santorin est toujours largement utilisé. Le nom officiel d'une des anciennes capitales de l'île, Pyrgos Kallistis, en français « Tour-de-Kallisté » fait référence à l'ancien nom de Kallistē.

## Géographie

### Localisation
L'archipel de Santorin est situé en Grèce, dans le sud de la mer Égée, à 186 kilomètres au sud-est du cap Sounion (Attique) et à 113 kilomètres au nord-nord-est d'Héraklion, en Crète. Administrativement, Santorin est inclus dans le nome des Cyclades de la périphérie d'Égée-Méridionale.

### Topographie

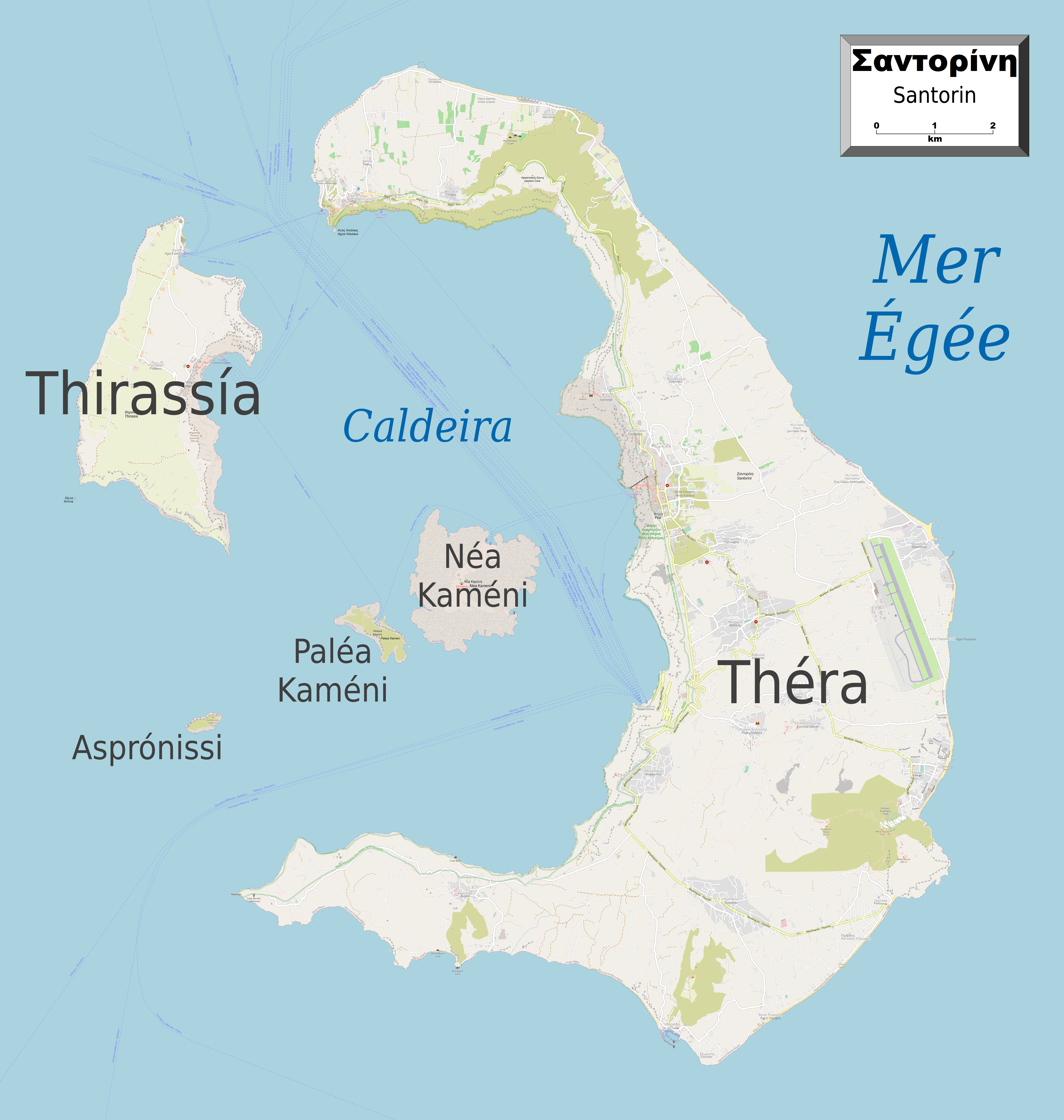
Carte de l'archipel de Santorin.

L'archipel de Santorin est constitué de cinq îles et quelques îlots : Santorin, la plus grande et la plus peuplée, Thirassía, Néa Kaméni, Paléa Kaméni et Aspronissi.

### Géologie
Des cinq îles de l'archipel, seules Néa Kaméni et Paléa Kaméni, au centre, sont nées de l'activité volcanique actuelle, les autres constituant des fragments de l'île antique et étant principalement constituées de dépôts volcaniques.
Les Cyclades font partie d'une zone du complexe métamorphique connu sous le nom de « massif Cycladien », formé du Trias supérieur (avec des phyllites) au Tertiaire (avec des calcaires coralliens) et qui fut plissé et métamorphisé lors de l'orogenèse alpine, il y a une soixantaine de millions d'années. Théra repose sur un socle non volcanique, fragment de l'île non volcanique primitive qui faisait approximativement neuf kilomètres de longueur sur six de largeur. Les roches de ce socle sont principalement constituées de calcaires métamorphisés (marbres) et de schistes datant de l'orogenèse alpine. Elles affleurent au sud-est de Théra, et dans le mur de la caldeira près d'Athiniós ; au niveau de Profítis Ilías, Mesa Vouno, Gavrillos, Pyrgos, Monolithos ainsi que sur les parois internes de la caldeira entre le cap Plaka et Athiniós.

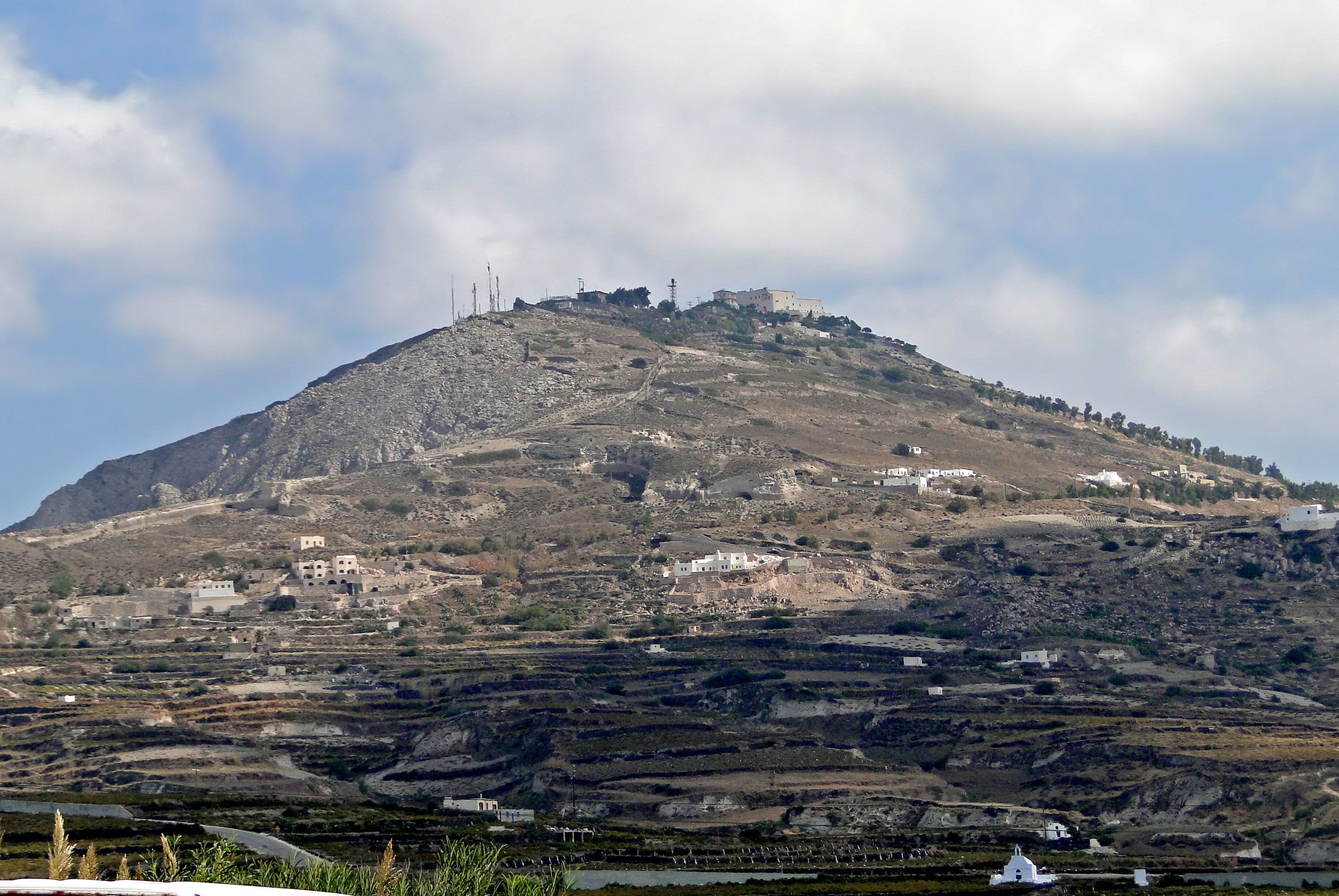
Le mont Profítis Ilías.

Le degré métamorphique se caractérise par un faciès de schiste bleu résultant de la déformation tectonique entre l'Oligocène et le Miocène issue de la subduction de la marge septentrionale de la plaque africaine, une lithosphère océanique, sous la plaque eurasienne, une lithosphère continentale amincie. Ce métamorphisme représente l'extension méridionale principale de la ceinture de schistes bleus des Cyclades. Cette subduction se traduit par la fusion partielle du manteau donnant le magma alimentant le volcanisme de l'arc égéen qui a engendré Santorin mais aussi Méthana, Milos ou encore Cos.
L'histoire[Depuis quand ?] éruptive de l'archipel fut, semble-t-il[évasif], dominée par douze éruptions pliniennes majeures[réf. nécessaire] (avec aussi des événements volcaniques moins violents entre celles-ci). Les six dernières, survenues au cours des derniers 150 000 ans, sont dénommées :
- Pierre ponce moyenne ;
- Vourvoulos ;
- Scories supérieures 1 ;
- Scories supérieures 2 ;
- Cape Riva ;
- Minoenne.

La dernière éruption sur l'archipel a eu lieu à Néa Kaméni du 10 janvier au 2 février 1950. Assez faible, elle produisit un petit dôme de lave, événement qui faisait suite à une série d'explosions phréatiques de type faible à modéré qui ouvrirent deux évents à l'emplacement des fissures développées durant les éruptions précédentes. La surface totale des nouvelles laves atteignit 7 312 m2,.
Le volcanisme est encore actif et, sous l'île, au nord, sont actuellement accumulés environ 14 millions de m3 de roches en fusion dans une chambre magmatique située à 4 km de profondeur. En outre, une observation satellitaire permet d'observer une dilatation de l'archipel de l'ordre de quelques centimètres, notamment au niveau du nord de Néa Kaméni (5 cm en 2011). Ces  évènements, auxquels s'est ajoutée durant l'année 2011 une activité sismique liée au gonflement de la chambre magmatique située à 4 km de profondeur et détectée par 20 stations GPS (installées depuis 2006)ont décidé les volcanologues à inscrire l'île de Santorin sur la liste des volcans de la décennie.

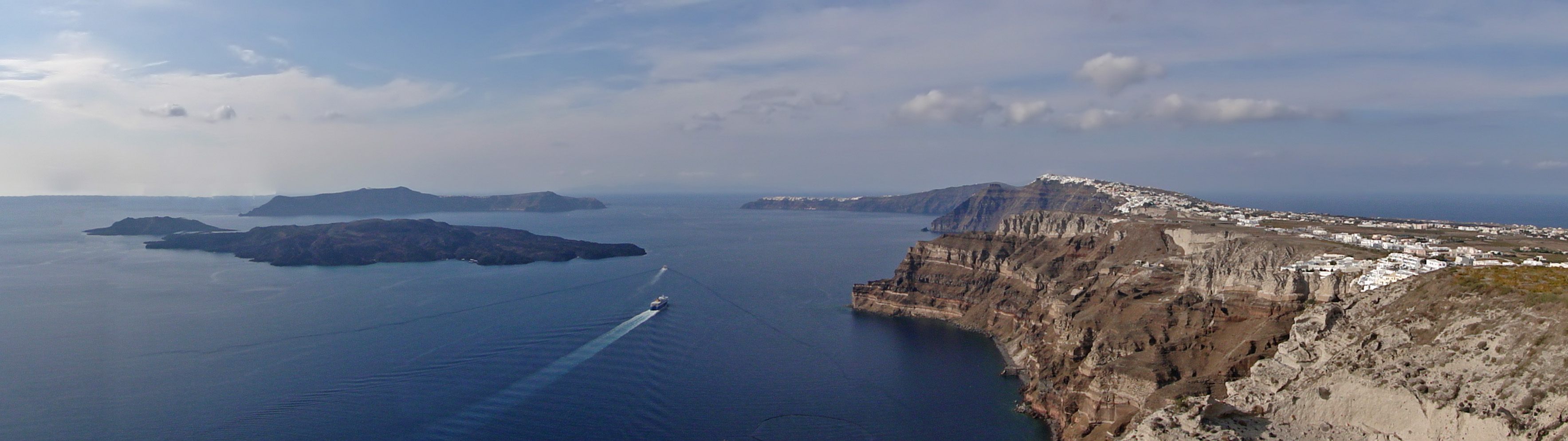
Quatre des îles de l'archipel : Néa Kaméni, Paléa Kaméni, Thirassía et Santorin.

### Hydrologie
L'eau douce est précieuse sur ces îles quasi-désertiques qui n'ont que très peu de réserves et aucune source naturelle. Les habitants récupèrent traditionnellement dans des citernes l'eau de pluie tombée sur les toits. Aujourd'hui, une usine de désalinisation d'eau de mer produit l'essentiel de l'eau courante dans les maisons. De nombreuses piscines ont été construites à la suite du développement touristique.

## Mythologie
Cadmos, ayant abordé l'île alors qu'il cherchait Europe, fonda une colonie phénicienne sous la direction de Membliarès. Ses descendants habitèrent l'île, alors appelée Kallisté, pendant huit générations. Le héros, Théras, descendant de Cadmos, installa ensuite une colonie de Lacédémoniens et de Minyens, et l'île fut alors rebaptisée en son honneur.
À la suite d'un oracle, les Théréens auraient par la suite fondé la ville de Cyrène en Libye.

## Histoire

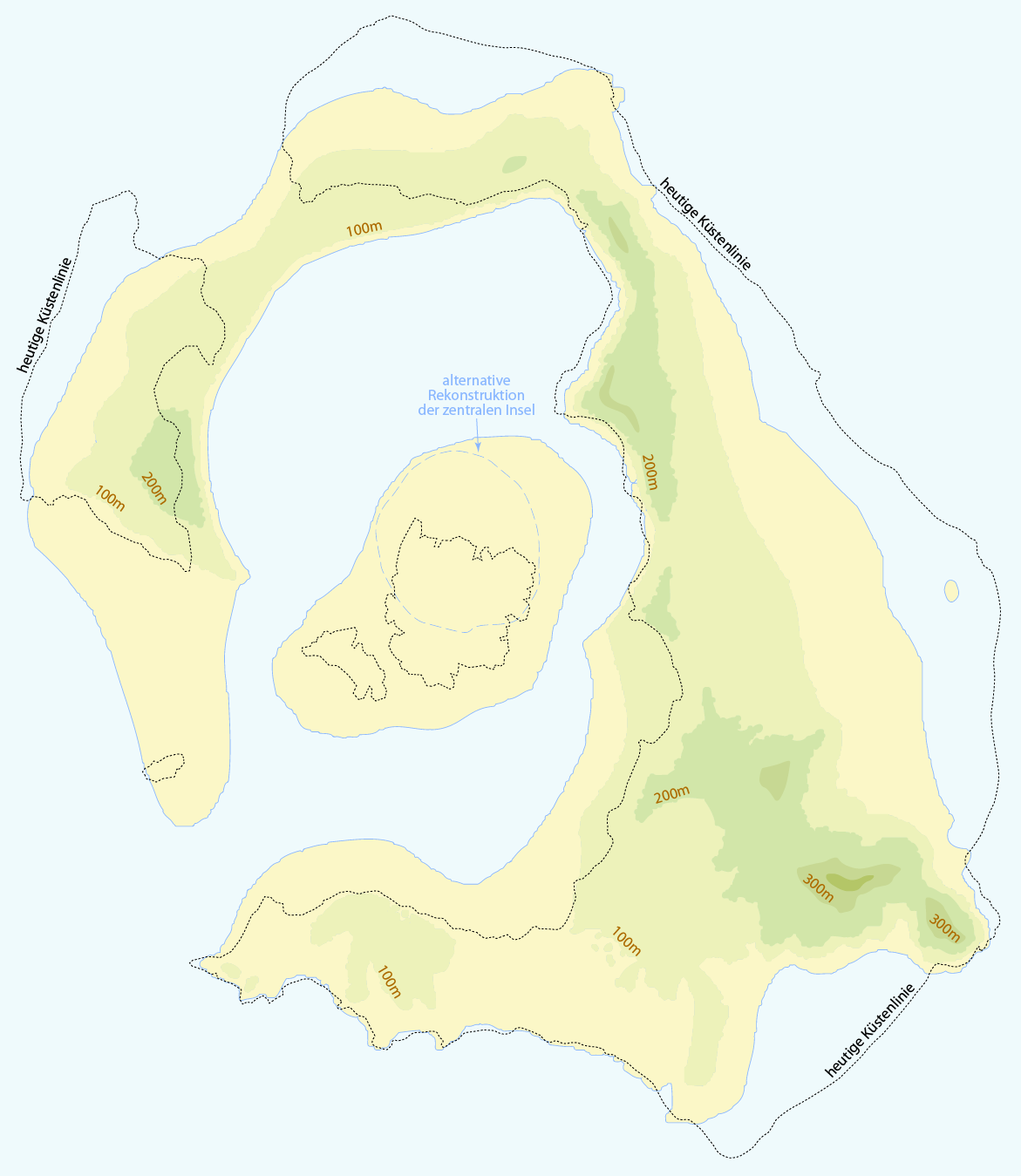
Proposition de restitution de la géomorphologie de l'archipel de Santorin à l'âge du bronze, avant l'éruption minoenne et sa destruction partielle (en pointillés noirs, les côtes actuelles), selon Timothy H. Druitt et Vincenzo Francaviglia (1991).

### Éruption minoenne
La date de l'éruption minoenne bien que débattue, fournit un point de référence pour étalonner la chronologie du IIe millénaire av. J.-C. dans le monde égéen, car l'on retrouve ses dépôts à travers toute la Méditerranée orientale et l'Asie : les éjecta de l'éruption et les dépôts marins des tsunamis dans les sites archéologiques de tout l'est des rivages de la Méditerranée fournissent une couche stratigraphique de référence. La datation traditionnelle vers 1500 ou 1550-1540 av. J.-C., établie par l'étude comparée des styles de céramique, a été mise en cause par l'utilisation d'autres méthodes (carbone 14, dendrochronologie) qui indiquent des dates plus anciennes. Les diverses propositions de datations convergent vers une période située entre 1628 et 1600 av. J.-C.,. Les travaux plus récents dirigés par S. Manning combinant différentes méthodes de datation orientent vers la fourchette chronologique allant de 1620 à 1560, avec une probabilité plus forte sur la période 1606-1589 av J.-C.,.
La période de l'année, juin-juillet, durant laquelle l'éruption s'est produite est en revanche connue grâce à l'analyse du contenu de jarres ensevelies, des cycles de vie des insectes et des méthodes de culture locales qui ont permis de la déterminer précisément,.
Après une série de séismes précurseurs assez puissants pour effrayer la population et l’inciter à quitter l'île (les archéologues n'ont trouvé aucun corps et presque aucun objet de valeur), l'éruption provoqua un important tsunami de 20 mètres de haut par endroits, qui dévasta la côte nord de la Crète distante de 70 km et qui détruisit probablement une grande partie de la flotte minoenne.
La morphologie de l'île fut profondément modifiée à la suite de l'effondrement d'une grande partie du cône volcanique, large de près de 15 km, dans la caldeira centrale ; les retombées de cendres volcaniques ensevelirent Akrotiri, stérilisant le sol de l'île pour de nombreuses années et provoquant la fin de la société qui s'était développée sur Santorin.
Spyridon Marinatos et de nombreuses sources secondaires supposent que Platon, pour sa parabole sur la disparition de l’Atlantide, a pu s'inspirer du cataclysme survenu à Santorin, mais neuf siècles sans sources écrites séparent l'évènement du récit de Platon. Il a également été supposé que le tsunami consécutif à l'éruption aurait été la cause de la disparition de la civilisation minoenne en Crète, mais plus de deux siècles séparent l'éruption et le début de la chute des Minoens. De plus, un certain nombre de sites minoens qui se trouvaient dans le sud de la Crète furent épargnés par le raz-de-marée.

### Période classique, Moyen Âge et domination ottomane
L'archipel fut colonisé à l'époque archaïque par les Doriens (site de Théra antique).
Il fit brièvement partie de la ligue de Délos, puis fut dans l'aire d'influence des rois Ptolémées d'Égypte, des Romains et de l'Empire byzantin. De 1204 à 1579, Santorin fut sous domination vénitienne.
Sous l'occupation ottomane jusqu'en 1821, la vie sur l'archipel est basée sur la pêche, le commerce maritime, l'horticulture et la viticulture.
Par le traité de Londres (1840), l'archipel a été définitivement rattaché au nouvel État indépendant grec moderne.

### Activités volcaniques historiques
Des éruptions ont eu lieu en 197 av. J.-C. (Paléa Kaméni), puis en 46 et 726 (l'éruption de 19 av. J.-C. mentionnée comme possible n'est plus accréditée en 2022). Entre 1570 et 1573 surgit au milieu de la caldeira l'ilot de Mikra Kaméni. En 1650, un haut-fond se forme à Kolumbo (en fait un volcan sous-marin), à 8 km au nord-est de Santorin, puis l'activité se recentre dans la caldeira : Néa Kaméni s'édifie entre 1707 et 1711 et se soude à Mikra Kaméni entre 1866 et 1870. Au cours du XXe siècle, ont lieu trois phases éruptives centrées sur Néa Kaméni, de 1925 à 1928, la suivante du 20 août 1939 à juillet 1941, la dernière du 10 janvier au 2 février 1950.
En 1956, Santorin est touché par un tremblement de terre dévastateur de magnitude comprise entre 7.2 et 7.8 dont l'épicentre se situe au large d'Amorgós ; cette catastrophe fait 48 morts, 200 blessés et détruit plus de 2 000 habitations. Actuellement, le volcan, encore en activité fumerollienne, est étroitement surveillé pour prévenir éruptions volcaniques et séismes.
Le 27 janvier 2025 débute une crise sismique inédite dans la région où a eu lieu le séisme de 1956, avec de nombreux séismes chaque jour, pouvant aller jusqu'à la magnitude 5. Ceux-ci sont vivement ressentis sur l'archipel de Santorin dont les touristes sont évacués et les habitants enjoints a quitté les habitations proches du bord de mer. Les scientifiques craignent un possible tsunami et l'Observatoire national d'Athènes déploie en urgence de nombreuses stations sismologiques sous-marines pour essayer de comprendre les causes et prévenir toute catastrophe. Le 6 février 2025, la Protection civile grecque annonce que l'archipel est placé en état d'urgence et que 11 000 personnes ont été évacuées. Fin mars l'état d'urgence est levé et le 24 du mois un bateau de croisière y débarque des touristes pour la première fois depuis janvier.  

## Administration

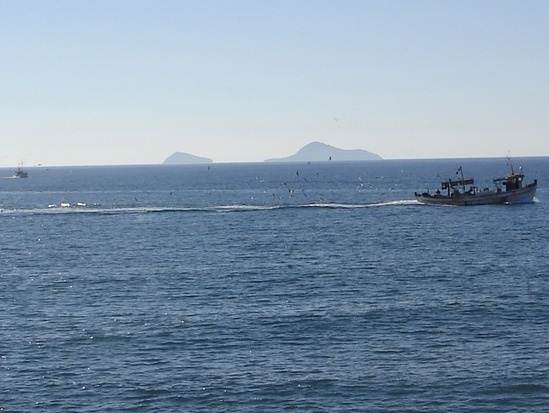
Vue d'Askania (à gauche) et de Christiana (à droite).

Depuis 1997, l'archipel est divisé entre le dème de Théra, qui s'étend sur la majeure partie de Santorin ainsi que sur divers ilots et dont le chef-lieu est Firá, et la communauté d'Oia, qui s'étend dans le nord de Santorin ainsi que sur Thirassía et dont le siège est Oia.
Les îles Christiana, Christiani, Askania et Eschati, sont un petit archipel de trois îles inhabitées d'origine volcanique, situées en mer de Crète au sud-ouest de l'archipel de Santorin et rattaché administrativement au dème de Théra.

## Économie

### Ressources naturelles
La pauvreté du sol recouvert d'une épaisse couche de cendres, et son acidité ne permet que quelques cultures d'une variété spécifique et très ancienne de vigne, l'Assyrtiko, au rendement très faible (10 à 20 % du rendement de la vigne française ou californienne) mais naturellement très résistante au phylloxéra. Poussant à même le sol sans aucun tuteur, les pieds sont plus espacés que partout ailleurs à cause de la sècheresse du sol (leur principale source en eau est celle de la rosée et la brume marine). Les branches sont seulement disposées en anneau spiralé, et les grappes pendent au centre à l'abri du vent. Elle donne un vin recherché très sec, à l'acidité prononcée (liée à la nature du sol) comparable au Vinsanto et aux arômes citronnés.
L'exploitation de la mine de pierre ponce qui était auparavant exportée, a été arrêtée à la suite d'une décision de 1983 pour préserver les sols et l'environnement naturel fragile de l'île.

### Tourisme

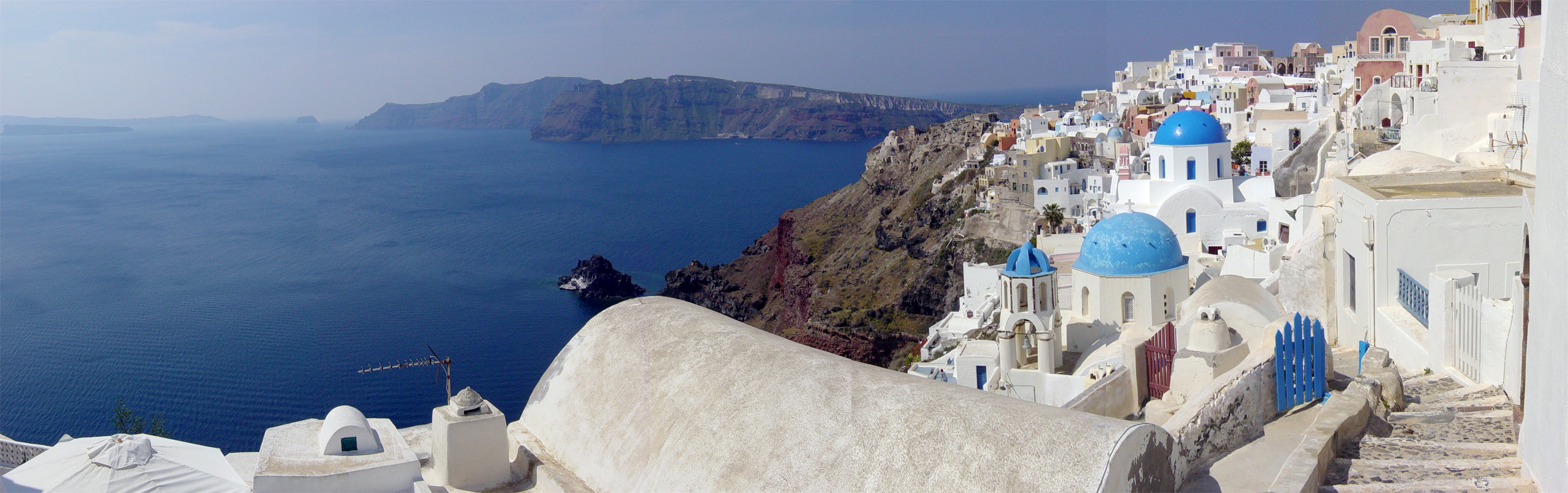
Vue d'une partie de la caldeira et d'habitations depuis Santorin.

Haut lieu de tourisme en Grèce, le groupe d'îles est accessible en bateau par ligne régulière, mais se voit également accosté par des yachts de luxe ; l'accès se fait en entrant dans l'anse volcanique pour accoster au pied des falaises. Seul le port d'Athiniós permet le débarquement de véhicules. Une piste d'aviation construite à l'est de l'île permet aussi aux petits porteurs de s'y poser. L'anse volcanique au centre des îles offre un ancrage protégé naturellement contre la houle.
La liaison entre la ville principale et son petit port en contrebas se fait par un chemin très escarpé taillé sur la falaise, à pied ou à dos d'un des nombreux ânes ou encore par un petit téléphérique.
Les principaux moyens de locomotion sont les cyclomoteurs, et un service de car reliant les différents villages.
Des navettes permettent de visiter le plus grand cône volcanique de Néa Kaméni au centre de l'archipel, dont le sol est entièrement fait de scories noires. En raison d'accidents, la plus petite île (Paléa Kameni), d'où jaillissent les sources chaudes d'eau et de vapeurs sulfureuses, est maintenant régulièrement fermée aux touristes. Le volcan est sous surveillance permanente ; une activité sismique régulière perceptible sur l'île principale signale souvent les mouvements magmatiques ou l'effondrement de galeries et fissures, où se mêlent les infiltrations d'eau marine.
Au sommet de la falaise, la ville de Firá, aux ruelles étroites et aux épais murs blancs, se pare de portes et volets bleus. Une petite plage de pierres rouges au pied des falaises permet la baignade dans les eaux profondes et froides du cratère.